# 新梅勒 (密蘇里州)
新梅勒（英語：New Melle）是位於美國密蘇里州聖查爾斯縣的城市。

## 人口
根據2020年美國人口普查的數據，新梅勒的面積為4.46平方千米，當中陸地面積為4.36平方千米，而水域面積為0.10平方千米。當地共有人口541人，而人口密度為每平方千米121人。